# 蟹螺藏族乡
蟹螺藏族乡，是中华人民共和国四川省雅安市石棉县下辖的一个乡镇级行政单位。

## 行政区划
蟹螺藏族乡下辖以下地区：
田坪村、大湾村、江坝村、大坪村、新乐村、猛种村和俄足村。

## 中国传统村落
- 2012年12月，蟹螺堡子被评为首批“中国传统村落”。
- 2013年8月，猛种堡子、木耳堡子被评为第二批中国传统村落。